# Chie Edoojon Kawakami
Chie Edoojon Kawakami (født 21. april 1998) er en japansk fodboldspiller, som spiller for den japanske fodboldklub SC Sagamihara.